# Velimir Neidhardt
Velimir Neidhardt (Zagreb, 7. listopada 1943.), hrvatski je arhitekt i akademik, predsjednik Hrvatske akademije znanosti i umjetnosti.

## Životopis
Velimir Neidhardt rođen je 7. listopada 1943. u Zagrebu. Diplomirao je 1967. na Arhitektonskom fakultetu Sveučilišta u Zagrebu. Od 1969. do 1970. godine surađivao je u majstorskim radionicama likovnih umjetnosti i diplomirao na Majstorskoj radionici arhitekta Drage Galića. 
Tijekom akademske godine 1974–1975. bio je stipendist fondacije “Zlatko i Joyce Baloković” na Harvard University i Massachusetts Institute of Technology, Cambridge, SAD. Od 1975. do 1976. stručno se usavršavao kod Skidmore, Owings and Merrill, Architects - Engineers, Chicago, SAD. Na Arhitektonskom fakultetu u Zagrebu magistrirao 1978. na temu "Razvoj modela u znanstvenoj metodi urbanističkog planiranja", a doktorirao 1990. s disertacijom "Antroposocijalni faktor u teorijskom pristupu arhitektonskom i urbanističkom projektiranju". 
Od 1979. godine radi na Arhitektonskom fakultetu u Zagrebu u statusu honorarnog asistenta kolegija Urbanističko planiranje (od 1979. do 1983) i Završni rad (od 1985. do 1991). Godine 1991. izabran za honorarnog docenta. Izvanredni profesor postaje 1993. godine. Na fakultetu je stalno je zaposlen od 1994, a 1999. je izabran za redovitog profesora Arhitektonskog fakulteta. Od 1991. nositelj je nekoliko kolegija na fakultetu: Integralni rad (od 1991), Arhitektonsko projektiranje VIII (od 1993) Zgrade za rad i trgovinu (od 1994) i Diplomski rad (od 1996).
Godine 1980. Velimir Neidhardt postaje član-suradnik JAZU (danas HAZU), od 1990. izvanredni, a od 1991. godine redoviti član. Voditelj je akademijina Kabineta za arhitekturu i urbanizam. Od 1998. do 2018. bio je predsjednik je Upravnog odbora Zaklade Hrvatske akademije znanosti i umjetnosti. Od 2011. do 2018. bio je potpredsjednik, a od 1. siječnja 2019. predsjednik je Hrvatske akademije znanosti i umjetnosti. 
Autor je brojnih arhitektonskih projekata, urbanističko-arhitektonskih studija i natječajnih radova, od kojih je velik dio nagrađen. Voditelj je znanstvenoistraživačkog projekta “Arhitektonski aspekti sprečavanja nesreća u stambenim objektima” 1991-95. Objavio je velik broj znanstvenih radova u edicijama Tehničke enciklopedije, u domaćim i stranim časopisima te 1997. knjigu "Čovjek u prostoru: Antroposocijalna teorija projektiranja" (Školska knjiga, Zagreb). Bavi se društveno korisnim radom u nizu institucija i foruma. Godine 1977. proglašen je zaslužnim članom Saveza arhitekata Hrvatske, a od 1995.do 1999. godine obavlja dužnost predsjednika Udruženja hrvatskih arhitekata  Arhivirana inačica izvorne stranice od 12. srpnja 2007. (Wayback Machine). Pridruženi član američke arhitektonske institucije Associate AIA postaje 1996. Njegov nastavni, znanstveni, stručni i kreativni rad usmjeren je na kompozicije složenih integracija višenamjenskih središnjih gradskih funkcija, multifunkcionalnih zgrada i projekata velikih razmjera. 
Godine 1996. Velimir Neidhardt u Zagrebu osniva tvrtku za arhitekturu Neidhardt d.o.o. 
Dana 15. studenoga 2018. godine izabran je za 18. po redu predsjednika Hrvatske akademije znanosti i umjetnosti.

## Realizacije
- 1969. - Turistički ansambl Begova ledina, Makarska
- 1970. - Upravna zgrada SUP-a, Mrkonjić Grad, BiH (u suradnji sa: L. Schwerer)
- 1971. - Stambena zgrada S-21 i S-23, Mrkonjić Grad, BiH (u suradnji sa: L. Schwerer)
- 1973-79. - Robna kuća "Boska" i Dom radničke solidarnosti, Banja Luka, BiH (u suradnji sa: Lj. Lulić i J. Nosso)
- 1978-84. - Nacionalna i sveučilišna knjižnica, Zagreb, početni projekti (u suradnji sa: M. Hržić, Z. Krznarić i D. Mance)
- 1985-98. - Poslovna zgrada INA-Trgovine, Zagreb
- 1985-95. - Nacionalna i sveučilišna knjižnica, Zagreb, studije 1. etape izgradnje, transformacije atrija i ostalih prostora, proširenje 1. etape u lateralni dio, pročelje s lokalima uz Ulicu HBZ i čitav niz projekata uz autorsko praćenje izvedbe (u suradnji sa: D. Mance i Z. Krznarić)
- 1997-98. - Izvedba značajnih prostornih transformacija u poslovnoj zgradi INA-Trgovine, Zagreb
- 1998-2000. - Gruntovnica, Zemljišno-knjižni odjel Općinskoga suda u Zagrebu, u zgradi Nacionalne i sveučilišne knjižnice, Zagreb
- 2004. - Poslovna zgrada Croatia osiguranja, Miramarska cesta, Zagreb

## Obiteljske kuće
- 1969. - Kuća Kudera, Stari Grad na Hvaru
- 1970. - Kuća Delfar, Rovinj
- 1971. - Dvojna kuća Lavrinc, Karlovac
- 1971. - Kuća Pijetlović, Jajce, BiH
- 1977. - Kuća Kudera, Hrastje
- 1979. - Kuća Buljan, Dedići, Zagreb
- 1982. - Kuća Husar, Šestinski vrh, Zagreb
- 1983. - Kuća Akalović, Bijenik, Zagreb
- 1984. - Kuća Petković, Remete, Zagreb
- 1988. - Kuća Drave, Gornje Prekrižje, Zagreb
- 1989. - Kuća Presečki, Novalja na Pagu
- 1990. - Richard Penner Residence, California (studija)
- 1992. - Kuća Lauš, Pantovčak, Zagreb
- 1993. - Ohanesian residence addition project, Pottstown, Pennsylvania
- 1997. - Kuća Ostoja, Somuni, Zagreb
- 1997–1998. - Kuća Tomašić, Gornje Prekrižje, Zagreb
- 1990–2000. - Kuća Damvergis, Medveščina, Zagreb

## Odabir nagrađenih natječajnih radova
- 1969. - Turistički ansambl “Begova ledina”, Makarska, 2. nagrada
- 1973. - Centar I.,Gradsko središte, Banja Luka, 1. nagrada
- 1977. - Trg Francuske Republike, Zagreb, 2. nagrada
- 1978. - Nacionalna i sveučilišna knjižnica, Zagreb, 1. nagrada
- 1980. - Zgrada telekomunikacija, Šibenik, 2. nagrada
- 1985. - Kongresni centar, Zagreb, 1. nagrada
- 1985. - Zgrada INA-Trgovine, Zagreb, 1. nagrada
- 1989. - Zgrada Jadranskog naftovoda, Zagreb, 1. nagrada
- 1991. - Svjetski trgovinski centar, Zagreb, 1. nagrada
- 1993. - Blok “Badel”, Zagreb, 1. nagrada
- 1996. - Zgrada Vlade Republike Hrvatske, Zagreb, 3. nagrada
- 1997. - Zgrada Zagrebačke banke, Zagreb, 4. nagrada

## Radovi u atelijerima Skidmore, Owings i Merrill, Chicago, 1975–1976.
- 1975. - Franklin Tower South Block, Philadelphia, PA (idejni projekti hotela i poslovnog objekta)
- 1975. - Chicago - Tokyo Bank, Chicago IL (studije detalja unutarnjeg uređenja)
- 1975. - Congress Street Bridge, Boston, MA (urbanističko-arhitektonska studija povezivanja prostora između zgrada Boston City Hall i Fanneuill Hall u priobalnoj zoni Bostona)
- 1976. - Sixty State Street, Boston, MA (studije ulaznog prostora poslovnog tornja)
- 1976. - Sear's Store, Rockaway, NJ (elementi oblikovanja robne kuće)
- 1976. - Sear's Store, Seaview Square, NJ (elementi oblikovanja robne kuće)
- 1976. - Down Chemical Industrial Park, Freeland, MI (studija oblikovanja industrijskog parka)
- 1976. - MD project Chicago, IL (studija atrija poslovnog tornja)

## Urbanistički planovi
- 1976. - Urbanistički plan Petrinje
- 1977. - Prostorni plan općine Petrinja (u suradnji sa: F. Wenzler)
- 1985. - Detaljni urbanistički plan područja Škaljari, Kotor, Crna Gora

## Članstva u udrugama
- Od 1977. - Zaslužni član Saveza arhitekata Hrvatske
- Od 1989. - Voditelj Kabineta za arhitekturu i urbanizam Hrvatske akademije znanosti i umjetnosti
- 1995-99. - Predsjednik Udruženja hrvatskih arhitekata  Arhivirana inačica izvorne stranice od 12. srpnja 2007. (Wayback Machine)
- 1996. - Autor i povjerenik prve skupne međunarodne izložbe arhitekture Republike Hrvatske na XIX. triennaleu u Milanu
- Od 1996. - Pridruženi član Američkog instituta arhitekata (Associate AIA)
- Od 1998. - Predsjednik Upravnog odbora Zaklade Hrvatske akademije znanosti i umjetnosti
- Član osnivačke skupine Hrvatske komore arhitekata i inženjera u graditeljstvu  Arhivirana inačica izvorne stranice od 6. srpnja 2007. (Wayback Machine)
- Od 2000. - Član Savjeta prostornog uređenja Republike Hrvatske

## Djela
- Upotreba kompjutera u urbanističkom i prostornom planiranju: meta-jezik "Urban", Urbanistički Institut SR Hrvatske, Zagreb, 1977. (suautor Damir Boras)[2]
- Čovjek u prostoru: antroposocijalna teorija projektiranja, Školska knjiga, Zagreb, 1997.
- Hrvatska prirodna bogatstva i kulturna dobra: zaštita i odgovorni razvoj, sv. 1, Hrvatska prirodna bogatstva, 2016., Hrvatska akademija znanosti i umjetnosti, Zagreb (ur.)

## Nagrade i priznanja
- 1979. - Godišnja nagrada "Viktor Kovačić" za zgradu Robne kuće "Boska" u Banjoj Luci (sa: Lj. Lulić i J. Nosso)
- 1979. - Nagrada 14. zagrebačkog salona za projekte Nacionalne i sveučilišne knjižnice u Zagrebu (sa: M. Hržić, Z. Krznarić i D. Mance)
- 1982. - Nagrada 17. zagrebačkog salona za projekt-studiju središnjega gradskog prostora i priobalja Save u Zagrebu (sa: M. Hržić, Z. Krznarić i D. Mance)
- 1989. - Godišnja nagrada "Vladimir Nazor" za poslovnu zgradu INA-Trgovine u Zagrebu
- 1995. - Godišnja nagrada "Vladimir Nazor" za zgradu Nacionalne i sveučilišne knjižnice u Zagrebu (sa: M. Hržić, Z. Krznarić i D. Mance)

## Vanjske poveznice
- Neidhardt, Velimir Hrvatska tehnička enciklopedija, portal hrvatske tehničke baštine. LZMK